# 양현고
양현고(養賢庫)는 고려 때 국학(國學)에 설치한 일종의 장학기관이다. 오늘날의 한국장학재단과 비슷한 업무를 수행하였다.
예종 14년(1119년)에 설치한 것으로 판관(判官)을 두었다. 두 명은 양현고 직속의 전지(田地)에 파견, 세(稅)를 거두어들이게 하고, 
나머지 두 명은 양현고에 남아 이를 받아들이게 했다.
고려 말에 와서 국학이 쇠퇴하고 양현고의 재원도 고갈되자 안향(安珦)은 섬학전(贍學錢)을 만들어 양현고에 귀속시켜 교육진흥을 꾀하였다. 
또한, 1308년(충렬왕 34년)에 은 50근을 양현고에 하사하기도 하였다.
조선시대에도 고려의 제도를 모방하여 성균관(成均館) 유생들의 식량을 공급했다.

## 같이 보기
- 국학 (고려)